# Podloučky (přírodní památka)
Podloučky je přírodní památka poblíž obcí Loučky a Klokočí na pomezí okresů Semily a Jablonec nad Nisou. Oblast spravuje AOPK ČR Správa CHKO Český ráj. Důvodem ochrany je luční společenstva xerotermních trávníků a lesní společenstva zachovalých květnatých a vápnomilných bučin s výskytem zvláště chráněných druhů vyvinutá na geologickém podloží slinitých pískovců.